# Haim de Volozhin
Haïm de Vologine, également appelé Haïm ben Yitzhok de Vologine, Haïm Rabinovitch ou Haim Ickovicz (Vologine, 21 janvier 1749 — 14 juin 1821) est un rabbin, talmudiste et moraliste orthodoxe. Également connu sous le nom anglais de « Reb Haim de Volozhin », il est né à Valojyn (Wołożyn en polonais, Vologine en translittération française et Volozhin en transcription anglaise), ville se trouvant alors dans la république des Deux Nations et aujourd'hui en Biélorussie. Il passa la plus grande partie de sa vie dans cette ville qui, à sa mort, était passée sous administration de l'Empire russe.

## Élève duGaon de Vilna
Avec son frère Simha (décédé en 1812), il commence par étudier auprès du Shaagas Aryeh, qui était alors le rabbin de Volojine. Il étudie ensuite auprès du rabbin Raphael Hacohen, l'auteur du Toras Yekusiel. Lorsque celui-ci part pour Hambourg, le jeune Haim, alors âgé de 25 ans, se tourne vers le célèbre Gaon de Vilna et devient l'un de ses disciples les plus dévoués. Sous l'impulsion des méthodes de son nouveau maître, il recommence à étudier du début la Torah, la Michna, le Talmud et même la grammaire hébraïque. Son admiration est sans limite et à la mort du Gaon, le rabbin Haim de Volozhin dira que personne ne sera jamais meilleur que son maître.

## LaYechiva de Vologine

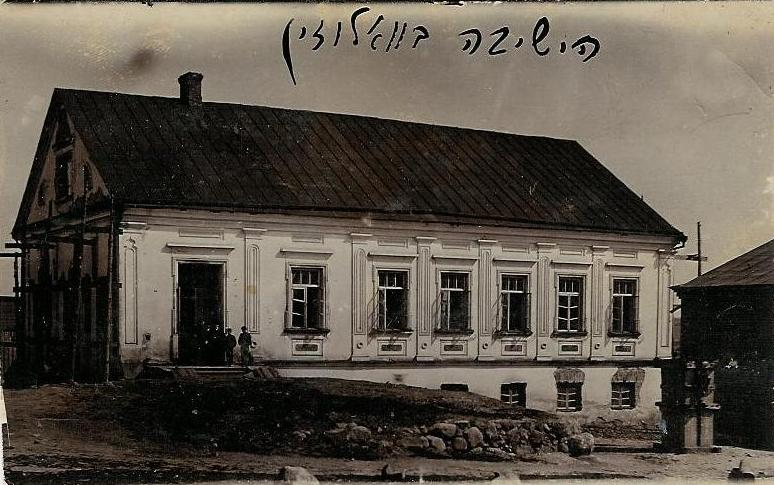
Ancienne photo de la Yechiva de Vologine.

Imprégné par les méthodes du Gaon de Vilna, il fonde la Yechiva de Vologine en 1803, appelée « Ets Haim » (l'Arbre de Vie). Rav Haim commence avec dix élèves choisis parmi les jeunes de Volojine, qu'il entretient à ses frais. On dit que sa femme est allée jusqu'à vendre ses bijoux pour financer ce projet et le Rav et sa famille habitent dans le bâtiment même de la yechiva. La réputation de la yéchiva s'étend rapidement et de nombreux élèves veulent l'intégrer, mais les fonds manquent. Le Rav lance alors un appel aux Juifs de Russie et ceux-ci répondent massivement. Grâce à leurs dons, la yechiva continue de grandir jusqu'à accueillir plus de cent élèves. Celle-ci restera en activité pendant presque un siècle, jusqu'en 1892. Pendant toute son existence, elle fut considérée comme « la mère de toutes les yechivot lituaniennes ».
La méthode d'enseignement de la yechiva de Volozhin est directement inspirée du Gaon de Vilna. Fondée sur une analyse profonde du texte talmudique, elle cherche à expliciter les intentions et le sens des écrits des Rishonim. Cette approche sera suivie par la plupart des grandes yéchivot lituaniennes, comme Slobodka, Mir, Poniewezh, Kelmė, Kletsk et Telshe.

## Œuvre
L'œuvre principale du rabbin Haïm de Volozhin est le Nefech Ha'Haïm (L'Âme de la vie, mais par un jeu de mots cela peut aussi être traduit par L'Âme de 'Haïm). Contrairement à une croyance répandue, ce n'est pas seulement un texte philosophique traitant de la compréhension complexe de la nature divine, c'est également un écrit sur les secrets de la prière et sur l'importance de l'étude, dont le but est d'« inspirer la crainte du Ciel dans le cœur de ceux qui cherchent la voie de Dieu ». Il présente une vision du monde d'inspiration kabbalistique qui présente d'étonnantes similitudes avec les textes hassidiques de la même époque. Il y développe l'idée que l'homme est responsable de l'univers tout entier. Les premières pages du Nefesh ha'Haim ont bouleversé Levinas. 
Bernard-Henri Lévy a souligné l'importance de l'œuvre de Haïm de Volozhin : « Quelle est sa doctrine ? Elle consiste à dire trois choses . Un : Dieu a créé le monde. Deux : une fois la création achevée, il s'en est retiré. Trois : pour que le monde ne s'effondre pas comme un château de sable et qu'il ne se dé-crée pas, il faut que, par leur prière et leur étude, les hommes en soutiennent infatigablement les murailles fragiles. Le monde est menacé de se défaire et seuls les hommes peuvent empêcher ce processus de dé-création », écrit Lévy. Cette analyse de Lévy étant en contradiction totale avec la pensée de l'auteur, qui explique à maintes reprises que Dieu est la vitalité de chaque parcelle de matière et que par sa volonté il maintient continuellement l'existence de la matière pour qu'elle ne revienne pas au néant, cela étant l'avis de Lévy a pour intérêt de refléter l'attraction que peut avoir cette œuvre dans le monde intellectuel. 
Le rabbin Haïm de Volozhin est également l'auteur du Roua'h 'Haïm (Le Souffle de vie), un commentaire sur les Pirke Avot.

## Famille
Rav Haim épouse Sarah Ginzburg, la fille du  rabbin Arye Leib Ginzburg. Il aura avec elle cinq enfants :
- Sa fille Esther épouse le rabbin Hillel Fried de Horodno
- Son fils Yossef sera connu sous le nom de Reb Yossi Shershever
- Son fils Isaac lui succède à la tête de la yéchiva en 1821. Lui-même aura pour gendre le rabbin Naftali Tzvi Yehouda Berlin, le Netziv. C'est lui qui est chargé par son père de publier le Nefesh ha'Hayim après son décès. Il écrit une préface qui est un vibrant éloge de Rabbi 'Hayim.
- Sa fille Relke épouse le rabbin Yossef Soloveitchik ; ils seront à l'origine de toute la dynastie Soloveitchik
- Sa fille Hasa épouse Mordehai Kaminetski de Lida

Haïm de Volozhin meurt le 14 Sivan 1821..
Shimon Peres, ancien président de l'État d’Israël, était un descendant du rabbin Haim de Volozhin.

## Sources
- (en)Jewish Encyclopedia Bibliography : Fuenn, Keneset Yisrael, p. 347-349 ;
- Zedner, Cat. Hebr. Books Brit. Mus. p. 179, 555.S